# دير علي
بلدة دير علي بلدة سورية تابعة لمحافظة ريف دمشق، سوريا، وترتفع عن سطح البحر 680 م وتوجد بالقرب منها بعض الآثار القديمة. معظم سكان البلدة هم من الموحدون الدروز.
تحيط بها القرى والبلدات التالية: ماجدية - زغبر بالدرجة الأولى، وكل من خربة الشياب - عين البيضاء - جب الصفا - المرجانة.